# Distretto di La Victoria (Lima)
Il distretto di La Victoria è un distretto del Perù che appartiene geograficamente e politicamente alla provincia e dipartimento di Lima, ubicato a sud della capitale peruviana.

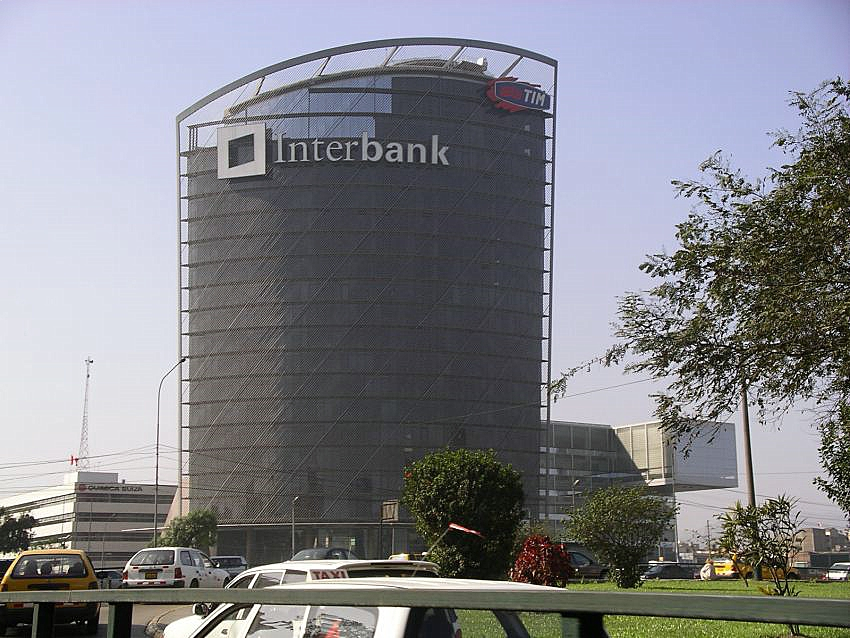
Banco Interbank

## Data di fondazione
1º febbraio del 1920

## Popolazione attuale
190 218 abitanti (INEI 2005) di cui il 57% sono donne e il 43% uomini

## Superficie
8,74 km²

## Distretti confinanti
Confina a nordovest con il distretto di Lima; a sud con il distretto di San Borja, a ovest con distretto di Lince, a est con il distretto di San Luis; a sud con distretto di San Isidro e a nordovest con distretto di El Agustino.

## Amministrazione
- Sindaco (alcalde): 
  - 2019-2022: George Forsyth
  - 2011-2014: Alberto Sánchez-Aizcorbe Carranza, del Partido Popular Cristiano - Unidad Nacional (PPC - UN).

## Festività religiosa

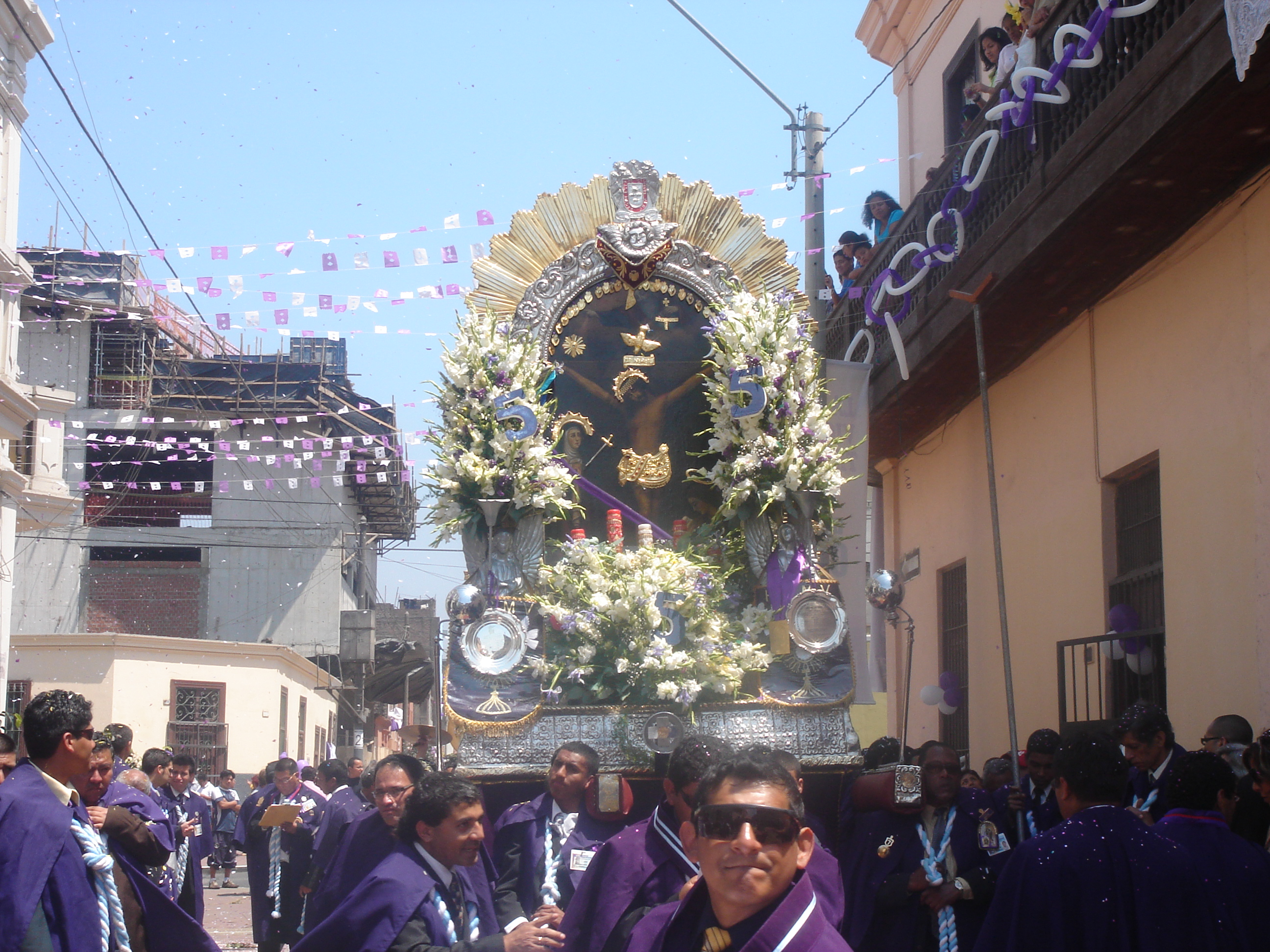
Signore dei Miracoli (2008)

- Giugno: Sacro Cuore di Gesù
- Novembre: Signore dei Miracoli